# Arctopelopia barbitarsis
Arctopelopia barbitarsis är en tvåvingeart som först beskrevs av Zetterstedt 1850.  Arctopelopia barbitarsis ingår i släktet Arctopelopia och familjen fjädermyggor. Arten är reproducerande i Sverige. Inga underarter finns listade i Catalogue of Life.